# Gödeke Michels

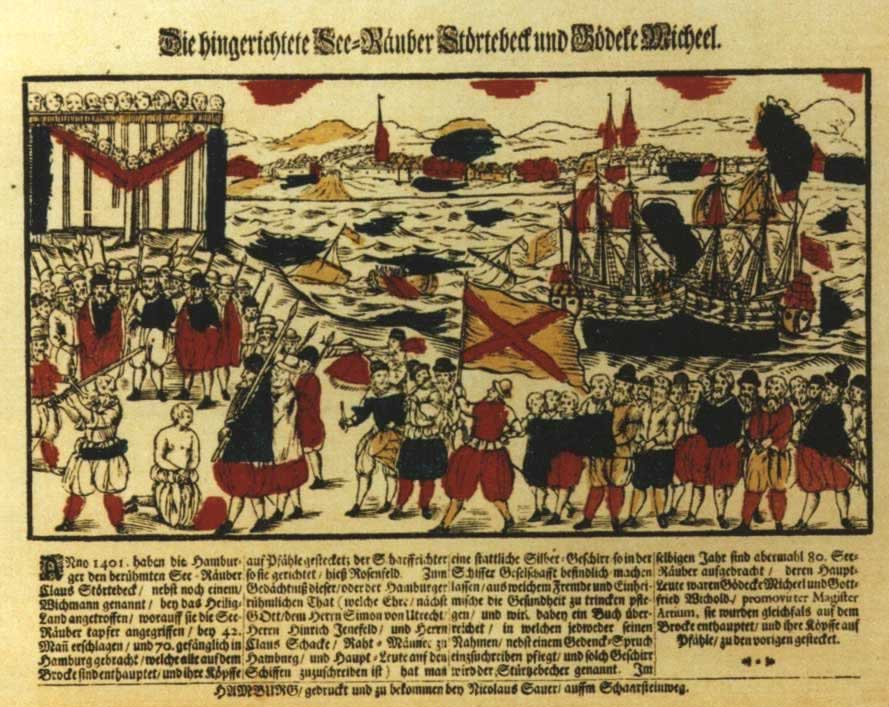
Hinrichtung von Klaus Störtebeker (links) und der Vitalienbrüder auf dem Grasbrook vor Hamburg auf einem Flugblatt von 1701

Gödeke Michels († 1402 in Hamburg), auch Goedeke Michel, Godeke Mychel, Gottfried Michaelsen oder Gottfried Michaelis, war ein Seeräuber und einer der Anführer der Vitalienbrüder.

## Leben
Zusammen mit Klaus Störtebeker, Hennig Wichmann, Klaus Scheld und Magister Wigbold, ebenfalls Anführer der Vitalienbrüder, machte der Schiffshauptmann Ende des 14. Jahrhunderts die Nord- und Ostsee unsicher. Sie besaßen schnelle Schiffe, die blitzartig die Koggen der Hanse aufbrachten und enterten. Dabei ging es ihnen in erster Linie darum, Beute zu machen, und nicht um den Kampf, sodass diejenigen, die sich nicht wehrten, meist „nur“ über Bord geworfen wurden.

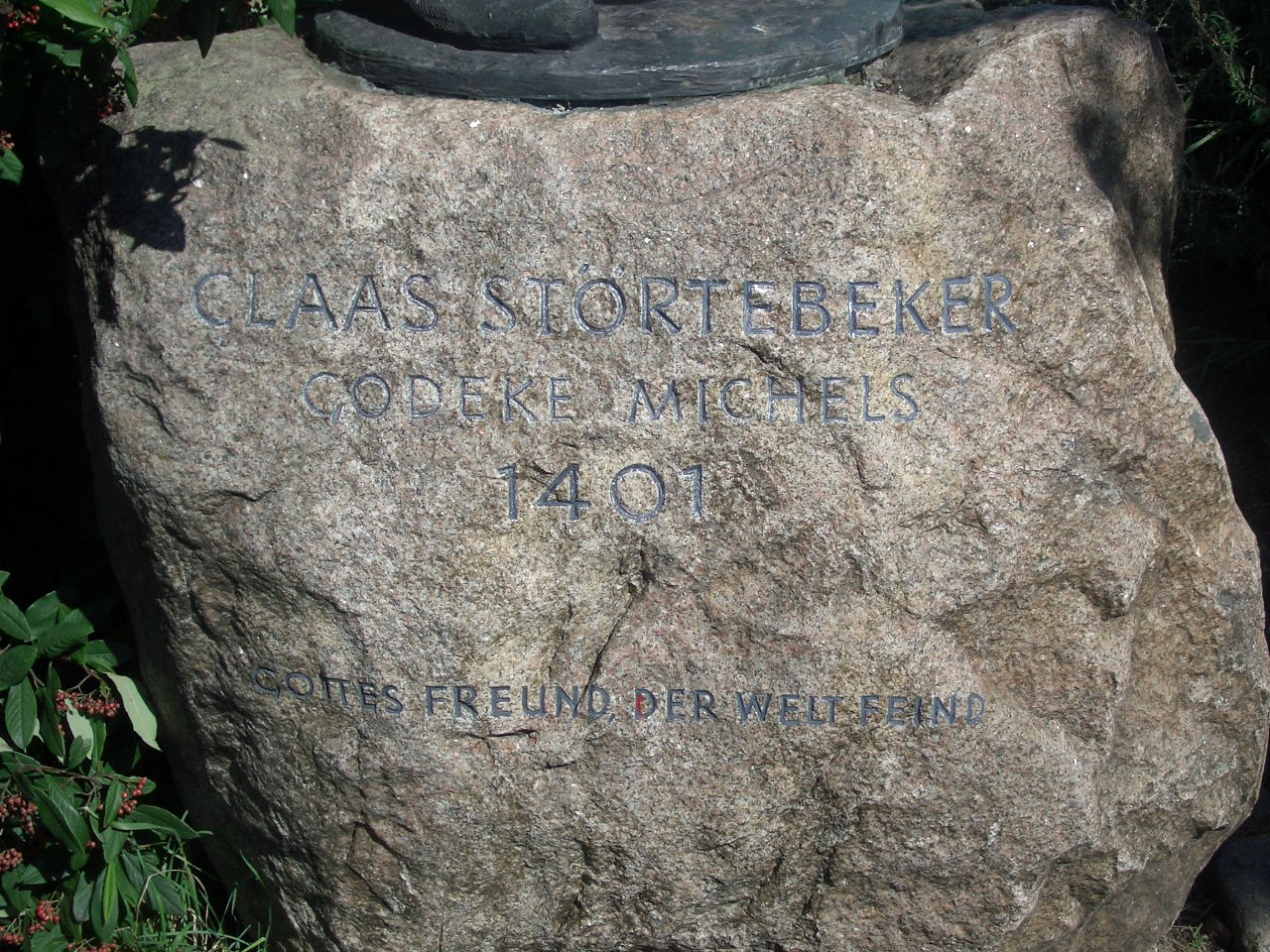
Beschriftung des 1982 in der HafenCity aufgestellten Störtebeker-Denkmals von Hansjörg Wagner

Gödeke Michels und Magister Wigbold konnten nach der Hinrichtung von Klaus Störtebeker zunächst entkommen, wurden aber am 20. Oktober 1401 ebenfalls gefasst und 1402 zusammen mit 79 Kumpanen ebenfalls auf dem Grasbrook hingerichtet. In den Hamburgischen Chroniken in niedersächsischer Sprache heißt es:
Anno 1401 wart to Hamborch Clawes Stortebeker vnd Godeke Mychel vor seerouer vpgehalet vnd myt eren gesellen vp dem Broke gekoppet.
Damals war Michels bekannter als Störtebeker. Sowohl Gödeke Michels als auch Störtebeker werden namentlich zuerst zu Beginn des Jahres 1394 erwähnt.
Gödeke Michels soll in Ruschvitz auf der Halbinsel Jasmund auf Rügen als Bauernsohn aufgewachsen sein. Danach soll er als Knecht auf dem dortigen Gut gearbeitet haben. In Mecklenburg wird ein alter Burgwall des Gutes Schulenburg bei Sülz an der Recknitz als eine Burg von Störtebeker und Michels gezeigt. Dass Gödeke Michels in Hamburg-Neugraben auf dem Falkenberg eine Burg gehabt haben soll, wie es der dortige Straßenname „Gödeke-Michels-Weg“ nahelegt, konnte archäologisch widerlegt werden.

## Literarische Bearbeitungen
Das Schicksal Gödeke Michels’ ist Thema der Ballade „Das Wiegenlied“ von Lulu von Strauß und Torney.

## Darstellung im Film
In Miguel Alexandres zweiteiligem Fernsehfilm Störtebeker (2006), der das Leben von Klaus Störtebeker behandelt, wurde die Rolle des Michels vom Schauspieler Jochen Nickel übernommen.
Michels ist auch eine der Hauptfiguren in Sven Taddickens Störtebeker-Film 12 Meter ohne Kopf (2009), in dem Michels von Matthias Schweighöfer verkörpert wird. Er wird hier als Freund Störtebekers dargestellt.